# 库谢勒姆 (犹他州)
库谢勒姆（英文：Koosharem），是美国犹他州塞维尔县下属的一座城市。建市于 1877年，面积大约为0.86平方英里（2.2平方公里），海拔约为6,919英尺（2,109米）。根据2010年美国人口普查，该市有人口327人。